# Lucílio Batista
Pour les articles homonymes, voir Batista.
Lucílio Cardoso Cortez Batista est un arbitre portugais de football, né le 26 avril 1965  à Lisbonne au (Portugal).
Arbitrant depuis 1984, il est promu dans le championnat portugais comme arbitre de 1re catégorie lors de la saison 1992-1993. Il devient arbitre international en 1996.
Il est élu meilleur arbitre du championnat portugais lors de la saison 1998-1999.
Il fait partie de l'AF Setúbal.

## Carrière
Il a officié dans des compétitions majeures : 
- Coupe du monde de football des moins de 17 ans 2001 (3 matchs dont la finale)
- Coupe des confédérations 2003 (2 matchs)
- Euro 2004 (2 matchs)